# Thomas Deruda
Thomas Deruda (Marsella, Francia, 13 de julio de 1986), futbolista francés. Juega de centrocampista en el GFCO Ajaccio de la Championnat National de Francia.

## Clubes
| Club                     | País    | Año       |
| ------------------------ | ------- | --------- |
| Olympique de Marsella    | Francia | 2005-2006 |
| FC Libourne Saint-Seurin | Francia | 2006-2007 |
| Amiens SC                | Francia | 2007      |
| CF Badalona              | España  | 2008      |
| Montpellier HSC          | Francia | 2008-2009 |
| AC Ajaccio               | Francia | 2009-2010 |
| GFCO Ajaccio             | Francia | 2011-     |